# Carl Lumbly
Carl Winston Lumbly (Minneapolis, 1951. augusztus 14. –) amerikai színész.
Legismertebb alakítása Mark Petrie a Cagney és Lacey című sorozatban. A Marvel-moziuniverzumban is szerepelt, mint a szuperhős Isaiah Bradley.

## Fiatalkora
1951. augusztus 14-én született Minneapolisban, jamaicai bevándorlók gyermekeként. Az ottani South High Schoolban és a közeli St. Paulban lévő Macalester College-ban érettségizett.
Újságíróként dolgozott Minnesotában. Miközben egy műhelyszínházról szóló riportot készített, színészként kapott szerepet. Két évig maradt az improvizációs társulatnál, majd később San Franciscoba költözött, ahol felfedezett egy újsághirdetést, amelyben "két fekete színészt kerestek dél-afrikai politikai színdarabokhoz". Elment a meghallgatásra, és megkapta az egyik szerepet (az akkor még ismeretlen Danny Gloverrel együtt).

## Pályafutása
1987-ben Bobby Seale-t alakította az Összeesküvés – A chicagói nyolcak pere című filmben. 1989 és 1990 között az L.A. Law című sorozat szereplője volt. 2000-ben A barátság színe című filmben tűnt fel, ezután 2001–2006 között az Alias című bűnügyi sorozatban kapott főszerepet. 2004–2006 között Az igazság ligája: Határok nélkül című sorozatban a Marsbéli Vadász eredeti hangját kölcsönözte.
2021-ben A Sólyom és a Tél Katonája című sorozatban a szuperhős Isaiah Bradley szerepét osztották rá. 2019-ben és 2022-ben a Rólunk szól epizódjaiban tűnt fel. 2023-ban Az Usher-ház bukása című minisorozatban volt látható, C. Auguste Dupin szerepében.

## Magánélete
Vonetta McGee színésznővel 1987-ben házasodott össze, 1988-ban fiuk született. McGee 2010-ben hunyt el.
2015-ben vette feleségül Deborah Santana írónőt, 2019-ben házasságuk válással végződött.

## Filmográfia

### Film
| Év   | Magyar cím                             | Eredeti cím                                                | Szerep                                 | Magyar hang       |
| ---- | -------------------------------------- | ---------------------------------------------------------- | -------------------------------------- | ----------------- |
| 1979 | Szökés az Alcatrazból                  | Escape from Alcatraz                                       | rab                                    |                   |
| 1981 | Barlangember                           | Caveman                                                    | Bork                                   |                   |
| 1981 |                                        | Lifepod                                                    | Keshah                                 |                   |
| 1984 | Nyomul a nyolcadik dimenzió            | The Adventures of Buckaroo Banzai Across the 8th Dimension | John Parker                            | Juhász György     |
| 1984 | Nyomul a nyolcadik dimenzió            | The Adventures of Buckaroo Banzai Across the 8th Dimension | John Parker                            | Kiss Csaba        |
| 1987 | Hálószobaablak                         | The Bedroom Window                                         | Quirke nyomozó                         | Téri Sándor       |
| 1987 | Hálószobaablak                         | The Bedroom Window                                         | Quirke nyomozó                         | Megyeri János     |
| 1988 | Amerikába jöttem                       | Coming to America                                          | stadion gondnoka                       |                   |
| 1988 | Ítélet Berlinben                       | Judgement in Berlin                                        | Edwin Palmer                           | Vass Gábor        |
| 1988 | Ítélet Berlinben                       | Judgement in Berlin                                        | Edwin Palmer                           | Oberfrank Pál     |
| 1988 | Szép volt, fiú!                        | Everybody's All-American                                   | Narvel Blue                            |                   |
| 1990 |                                        | To Sleep with Anger                                        | Junior                                 |                   |
| 1990 | Csendes terror                         | Pacific Heights                                            | Lou Baker                              | Vass Gábor        |
| 1992 | Békétlen zóna                          | South Central                                              | Ali                                    | Haás Vander Péter |
| 1998 |                                        | Batman & Mr. Freeze: SubZero                               | egyéb szereplők hangja                 |                   |
| 1998 | Kortalan szerelem                      | How Stella Got Her Groove Back                             | Spencer Boyle                          |                   |
| 2000 | Férfibecsület                          | Men of Honor                                               | Mac Brashear                           | Lázár Sándor      |
| 2000 |                                        | 9mm of Love                                                | Cue                                    |                   |
| 2002 | Álom, édes álom…                       | Just a Dream                                               | J.M. Hoagland                          |                   |
| 2003 |                                        | Nat Turner: A Troublesome Property                         | Nat Turner                             |                   |
| 2007 |                                        | Namibia: The Struggle for Liberation                       | Sam Nujoma                             |                   |
| 2008 | Az ábécés gyilkos                      | The Alphabet Killer                                        | Ellis Parks                            | Faragó András     |
| 2008 | Immigrants – Jóska menni Amerika       | Immigrants                                                 | Jackson (hangja)                       | Reviczky Gábor    |
| 2010 |                                        | Nominated                                                  | Ray Cowan                              |                   |
| 2012 | Az Igazság Ligája – Pusztulás          | Justice League: Doom                                       | Marsbéli Vadász / Ma’alefa’ak (hangja) | Epres Attila      |
| 2012 |                                        | 99%                                                        | Carl Westen                            |                   |
| 2015 | Az Igazság Ligája: Istenek és szörnyek | Justice League: Gods and Monsters                          | Silas Stone (hangja)                   |                   |
| 2015 |                                        | Quitters                                                   | Dr. Weiss                              |                   |
| 2016 |                                        | Gilpin's Nightmare                                         | Charles Gilpin                         |                   |
| 2016 |                                        | Love Twice                                                 | Rodrigo                                |                   |
| 2016 | Az egészség ellenszere                 | A Cure for Wellness                                        | Wilson                                 | Papucsek Vilmos   |
| 2019 | Álom doktor                            | Doctor Sleep                                               | Dick Hallorann                         | Papp János        |
| 2022 |                                        | I'm Charlie Walker                                         | Willie                                 |                   |
| 2025 | Amerika Kapitány: Szép új világ        | Captain America: Brave New World                           | Isaiah Bradley                         | Borbiczki Ferenc  |

### Televízió

#### Tévéfilm

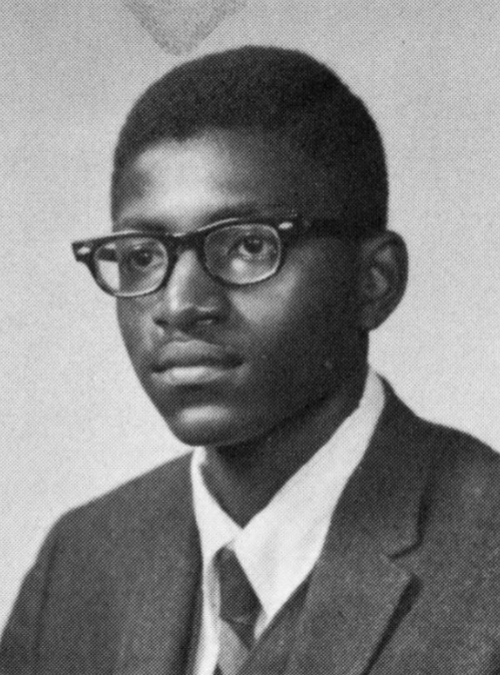
Végzős középiskolás diákként, 1969-ben

| Év   | Magyar cím                             | Eredeti cím                            | Szerep             | Magyar hang    |
| ---- | -------------------------------------- | -------------------------------------- | ------------------ | -------------- |
| 1979 |                                        | Reverend Lowell                        | Lowell tiszteletes |                |
| 1987 | Összeesküvés – A chicagói nyolcak pere | Conspiracy: The Trial of the Chicago 8 | Bobby Seale        | Dörner György  |
| 1991 |                                        | Eyes of a Witness                      | Mambulu            |                |
| 1991 |                                        | Brother Future                         | Denmark Vesey      |                |
| 1992 |                                        | Back to the Streets of San Francisco   | Charlie Walker     |                |
| 1994 | Sötétből a fénybe                      | Out of Darkness                        | Addison            |                |
| 1994 |                                        | On Promised Land                       | Floyd Ween         |                |
| 1994 | Cagney és Lacey: A visszatérés         | Cagney & Lacey: The Return             | Marcus Petrie      |                |
| 1996 | Amerika                                | America's Dream                        | Cal                | Melis Gábor    |
| 1996 |                                        | Nightjohn                              | John               |                |
| 1997 |                                        | Buffalo Soldiers                       | John Horse         |                |
| 1997 |                                        | The Ditchdigger's Daughters            | Donald Thornton    |                |
| 1998 | Az esküvő                              | The Wedding                            | Lute McNeil        | Gergely Róbert |
| 1999 | Gyerekkereskedők                       | Border Line                            | Mollo nyomozó      |                |
| 2000 | A barátság színe                       | The Color of Friendship                | Ron Dellums        |                |
| 2000 | A Little Richard sztori                | Little Richard                         | Bud Penniman       |                |

#### Sorozat
| Év         | Magyar cím                         | Eredeti cím                        | Szerep                                           | Megjegyzések                                                                |
| ---------- | ---------------------------------- | ---------------------------------- | ------------------------------------------------ | --------------------------------------------------------------------------- |
| 1979       |                                    | Emergency!                         | Beutel                                           | 1 epizód                                                                    |
| 1980       |                                    | Lou Grant                          | Beutel                                           | 1 epizód                                                                    |
| 1980       | Taxi                               | Taxi                               | kuncsaft                                         | 1 epizód                                                                    |
| 1981       |                                    | The Jeffersons                     | Jimmy                                            | 1 epizód                                                                    |
| 1981       |                                    | B. J. and the Bear                 | Telefonos képviselő                              | 1 epizód                                                                    |
| 1981–1988  | Cagney és Lacey                    | Cagney & Lacey                     | Marcus Petrie                                    | - főszereplő - magyar hangja: - Haás Vander Péter                           |
| 1985       |                                    | Great Performances                 | Theseus                                          | 1 epizód                                                                    |
| 1989–1990  |                                    | L.A. Law                           | Earl Williams                                    | 6 epizód                                                                    |
| 1991, 2001 |                                    | American Experience                | narrátor / Frederick Douglass                    | 2 epizód                                                                    |
| 1992–1993  |                                    | Going to Extremes                  | Dr. Norris                                       | főszereplő                                                                  |
| 1993       |                                    | Tribeca                            | Ernest                                           | 1 epizód                                                                    |
| 1994–1995  | A legyőzhetetlen                   | M.A.N.T.I.S.                       | Miles Hawkins                                    | - főszereplő - magyar hangja: - Melis Gábor                                 |
| 1994       | SeaQuest DSV – A mélység birodalma | SeaQuest 2032                      | Lamm                                             | 1 epizód                                                                    |
| 1996       | Chicago Hope kórház                | Chicago Hope                       | Michael Johnson                                  | 1 epizód                                                                    |
| 1996       | Angyali érintés                    | Touched by an Angel                | Willis Thompson                                  | 1 epizód                                                                    |
| 1996       | X-akták                            | The X-Files                        | Marcus Duff                                      | - 1 epizód (A levegő szelleme) - magyar hangja: - Varga Tamás               |
| 1996–1997  |                                    | EZ Streets                         | Christian Davidson                               | 9 epizód                                                                    |
| 1997       |                                    | The Real Adventures of Jonny Quest | William Marcus (hangja)                          | 1 epizód                                                                    |
| 1997, 1998 | Superman: A rajzfilmsorozat        | Superman: The Animated Series      | Alterus / Metropolis polgármestere (hangja)      | - 2 epizód - magyar hangja:[forrás?] - Breyer Zoltán (Alterus)              |
| 1999       | Talán egyszer                      | Any Day Now                        | Nathan                                           | 2 epizód                                                                    |
| 1999       | Vészhelyzet                        | ER                                 | Graham Baker                                     | 2 epizód                                                                    |
| 1999       |                                    | Strange World                      | Kevin Manus                                      | 1 epizód                                                                    |
| 1999–2000  | Batman of the Future               | Batman Beyond                      | Stalker (hangja)                                 | - 2 epizód - magyar hangja:[forrás?] - Szűcs Sándor - Kapácsy Miklós        |
| 1999–2000  | A Thornberry család                | The Wild Thornberrys               | Nyugati vöröskolobusz / Tumbulu (hangja)         | 2 epizód                                                                    |
| 2000       | Az elnök emberei                   | The West Wing                      | Jeff Breckenridge                                | 1 epizód                                                                    |
| 2000       | A hét mesterlövész                 | The Magnificent Seven              | Obediah Jackson                                  | - 1 epizód - magyar hangja: - Vass Gábor                                    |
| 2000       |                                    | Family Law                         | Tom Calloway                                     | 1 epizód                                                                    |
| 2001       |                                    | Kate Brasher                       | Jackson Turner                                   | 1 epizód                                                                    |
| 2001       |                                    | Night Visions                      | Dan                                              | 1 epizód                                                                    |
| 2001–2004  | Az Igazság Ligája                  | Justice League                     | J'onn J'onnz / Marsbéli Vadász (hangja)          | főszereplő                                                                  |
| 2001–2006  | Alias                              | Alias                              | Marcus Dixon                                     | - főszereplő - magyar hangja: - Jakab Csaba                                 |
| 2002       | Toonami                            | Toonami                            | Swayzak                                          | 1 epizód                                                                    |
| 2003       |                                    | The Wonderful World of Disney      | apuka                                            | 1 epizód                                                                    |
| 2003       |                                    | Static Shock                       | J'onn J'onnz / Marsbéli Vadász / Anansi (hangja) | 3 epizód                                                                    |
| 2004–2006  | Az igazság ligája: Határok nélkül  | Justice League Unlimited           | J'onn J'onnz / Marsbéli Vadász (hangja)          | 18 epizód                                                                   |
| 2005       |                                    | Slavery and the Making of America  | Salomon Northup                                  | 1 epizód                                                                    |
| 2006       | Csillagközi romboló                | Battlestar Galactica               | Danny 'Bulldog' Novacek                          | 1 epizód                                                                    |
| 2008       | Döglött akták                      | Cold Case                          | Cordell Baker                                    | 1 epizód                                                                    |
| 2008       | A Grace klinika                    | Grey's Anatomy                     | Kurt Walling                                     | 1 epizód                                                                    |
| 2008       | Chuck                              | Chuck                              | Ty Bennett                                       | 1 epizód                                                                    |
| 2009       | Batman: A bátor és a vakmerő       | Batman: The Brave and the Bold     | Tornádó Bajnok (hangja)                          | - 1 epizód - magyar hangja:[forrás?] - Pálmai Szabolcs                      |
| 2010       |                                    | Black Panther                      | S'Yan (hangja)                                   | 6 epizód                                                                    |
| 2010       |                                    | Trauma                             | Reynolds                                         | 1 epizód                                                                    |
| 2010       | Gyilkos elmék                      | Criminal Minds                     | James "Jay-Mo" Morris                            | 1 epizód                                                                    |
| 2011       | NCIS                               | NCIS                               | Beau Hindley                                     | 1 epizód                                                                    |
| 2012       | Terepen                            | Southland                          | Joel Rucker                                      | 3 epizód                                                                    |
| 2014       | Family Guy                         | Family Guy                         | hitelügyintéző (hangja)                          | 1 epizód                                                                    |
| 2015       |                                    | The Returned                       | Leon Wright                                      | 5 epizód                                                                    |
| 2015       | Zoo – Állati ösztön                | Zoo                                | Delavenne                                        | 6 epizód                                                                    |
| 2016       |                                    | UnREAL                             | Henry Carter                                     | 1 epizód                                                                    |
| 2017       | A hatos                            | Six                                | Robert Chase Sr.                                 | 1 epizód                                                                    |
| 2017       | Kétely                             | Doubt                              | Walter Don Burkes                                | 1 epizód                                                                    |
| 2017–2018  | NCIS: Los Angeles                  | NCIS: Los Angeles                  | Charles Langston                                 | - 4 epizód - magyar hangja: - Várkonyi András                               |
| 2017–2019  | Supergirl                          | Supergirl                          | M'yrnn J'onzz                                    | - visszatérő szerep (15 epizód) - magyar hangja:[forrás?] - Varga T. József |
| 2019, 2022 | Rólunk szól                        | This Is Us                         | Abe Clarke                                       | 2 epizód                                                                    |
| 2020       | Isten belájkolt                    | God Friended Me                    | Alphonse Jeffries                                | 1 epizód                                                                    |
| 2020       | Valós halál                        | Altered Carbon                     | Lukas Imani                                      | 2 epizód                                                                    |
| 2021       | A Sólyom és a Tél Katonája         | The Falcon and the Winter Soldier  | Isaiah Bradley                                   | - 3 epizód - magyar hangja: - Borbiczki Ferenc                              |
| 2021       | Az igazság ifjú ligája             | Young Justice                      | M'aatt M'orzz (hangja)                           | 3 epizód                                                                    |
| 2021–2022  | S.W.A.T. – Különleges egység       | S.W.A.T.                           | Saint                                            | 3 epizód                                                                    |
| 2023       | Az Usher-ház bukása                | The Fall of the House of Usher     | C. Auguste Dupin                                 | - 8 epizód - magyar hangja: - Sörös Sándor                                  |
| 2023       | Totál KO                           | Obliterated                        | James Langdon                                    | - 6 epizód - magyar hangja: - Jakab Csaba                                   |

## Fordítás
- Ez a szócikk részben vagy egészben  a   Carl Lumbly című angol Wikipédia-szócikk ezen változatának fordításán alapul.  Az eredeti cikk szerkesztőit annak laptörténete sorolja fel. Ez a jelzés csupán a megfogalmazás eredetét és a szerzői jogokat jelzi, nem szolgál a cikkben szereplő információk forrásmegjelöléseként.